# Ósaki (Mijagi)
Ósaki (japonsky:大崎市 Ósaki-ši) je město v prefektuře Mijagi na severu ostrova Honšú v Japonsku. Žije zde přes 130 tisíc obyvatel. V okolí měst se nachází několik starodávných památek.

## Partnerská města
- Dublin, Georgie, Spojené státy americké (29. květen 1998)

- Middletown, Ohio, Spojené státy americké (18. říjen 1990)
- Ťin-šchuej, Čeng-čou, Čínská lidová republika (19. červenec 1994)